# Плінтусний обігрівач
Плінтусний обігрівач  - це вид обігрівачів які виготовляються в формі що нагадує форму плінтуса і призначаються для кріплення замість або поверх плінтуса .
Принцип функціонування таких обігрівачів може бути різним. Найбільший рівень енергозбереження і енергоекономічності, в інфрачервоних обігрівачів з карбоновим чи графеновим випромінювачем. Головною перевагою плінтусних обігрівачів є компактність і естетичний зовнішній вигляд . 
Спочатку плінтусні обігрівачі були розроблені в Європі на початку минулого століття і представлені тільки в електричному вигляді. Сьогодні на ринку можна зустріти три різновиди плінтусних обігрівачів, за принципом дії.
За принципом дії бувають такі види плінтусних обігрівачів:
- інфрачервоні, з вольфрамовим, ніхромовим, карбоновим або графеновим випромінювачем.
- електричні з теном в якості нагрівального елемента
- підключені до системи водяного опалення.